# فرانتس کمزر
فرانتس کمزر (انگلیسی: Franz Kemser; ۱۱ نوامبر ۱۹۱۰ – ۲۰ ژانویهٔ ۱۹۸۶) ورزشکار بابسلد اهل آلمان بود.